# 大湖 (苗栗縣大字)
大湖，是臺灣苗栗縣大湖鄉的一個傳統地域名稱，也是全鄉行政中心所在地，位於該鄉西北部。相較於今日行政區，其範圍大致包括富興村西大半部、大寮村西北半部、明湖村、大湖村、靜湖村西南半部。

## 歷史
台灣清治末期至日治初期，大湖地區為一街庄，稱為「大湖庄」，隸屬於苗栗一堡。該庄西北與出磺坑庄為鄰，東北隔汶水溪與桂竹林庄為界，東邊及東南邊為蕃地，西南邊為南湖庄，西邊為新鷄隆庄。
1901年（日治明治三十四年）11月，全台設置二十廳，該庄隸屬於苗栗廳。1909年（明治四十二年）10月，合併二十廳為十二廳，該庄改隸屬於新竹廳。1920年（大正九年），廢十二廳改設五州二廳，該庄改制為「大湖」大字，隸屬於新竹州大湖郡大湖庄。
戰後大湖庄改制為大湖鄉，隸屬於新竹縣，大字亦改制為村。1950年桃、竹、苗分治，大湖鄉改隸屬於苗栗縣。

## 聚落
本地區發展較早的聚落有尖山下、三十二份、灣潭尾、八藔灣、畫人公（化人公）、七份、芎蕉坑、社寮角、大湖、大藔等，在日治期初期的官方地圖上已有記載。此外，本地區尚有上坪、十寮坑、富興社區、九寮坑、三份、灰窯坑、七寮崠、下街、四寮坪、十八份、龜山、竹高屋、高屋、大寮坑、草崠、埤塘窩、砲豬崠、北邊坑、水頭寮等聚落。

## 交通
省道台3線俗稱「內山公路」，是臺北至屏東的幹道，大致以北向南轉北北東—南南西走向再轉北北西—南南東走向蜿蜒經過大湖地區。由該道路向北可經汶水前往獅潭、三灣、南庄西北部、頭份東部、峨眉等地，向南南東轉西南可前往卓蘭、東勢、石岡、豐原等地。
鄉道苗60線是新庄至竹篙屋的道路，其東側端點位於本地區南部竹篙屋南側的省道台3線路口。由此向西南西蜿蜒出境後，可前往新鷄隆地區的九份、九份口並止於新庄橋北側的縣道119號路口。
鄉道苗61線（中山路、民族路、細道邦道）是大湖至梅象大橋的道路，其西側端點位於大湖市區中原路（省道台3線舊線）路口。由此向東南東轉北北東再轉東北蜿蜒出境後，轉東南沿大湖溪谷上行可前往大南、細道邦、司馬限，其後轉向南越過稜線前往梅園（天狗社）、梅園國小、大安溪梅象橋並止於南側橋頭。

## 學校
- 大湖農工
- 大湖國中
- 大湖國小
- 華興國小

## 廟宇
- 大湖法雲禪寺
- 大湖義民廟